# Drypetis
Drypetis, död 323 f.Kr., var en persisk prinsessa, gift med Alexander den stores vän Hefaistion. 
Hon åtföljde år 333 tillsammans med sin farmor Sisygambis, sin mor Stateira II och sina syster Stateira III sin far Dareios III till slaget vid Issos, där han besegrades av Alexander den store, som sedan tillfångatog dem alla sedan fadern hade flytt. Dareios III försökte utan framgång få dem frigivna. Alexanders goda behandling av dem blev berömd och gav honom mycket god publicitet, eftersom han hälsade dem med respekt och behandlade dem väl. 
Hon blev gift med Alexanders vän Hefaistion i massbröllopet i Susa år 324, där 90 persiska kvinnor blev gifta med greker ur Alexanders armé; hennes syster Stateira och hennes kusin Parysatis II blev vid samma tillfälle gift med Alexander. 
Efter Alexanders död 323 blev Drypetis syster Stateira III mördad på order av Roxana, som möjligen också lät mörda Parysatis. Plutarchos hävdar att även Drypetis mördades vid samma tillfälle.  